# Pogrom di Kielce
Con pogrom di Kielce ci si riferisce agli eventi avvenuti il 4 luglio 1946 nella città polacca di Kielce, dove 40 ebrei polacchi furono massacrati e 80 furono feriti.
Pur non essendo, in termini di vittime, il pogrom più grave della storia, è un episodio estremamente significativo, poiché ebbe luogo oltre un anno dopo la fine della seconda guerra mondiale e dopo la sconfitta del nazismo; la popolazione ebraica della cittadina era composta da circa 200 sopravvissuti alla Shoah.
Il 4 luglio 1946 si era sparsa la voce che alcuni ebrei avevano rapito un bambino per usarne il sangue.
La popolazione della cittadina si riunì nei pressi degli edifici abitati da ebrei e, nell'indifferenza delle forze dell'ordine, linciò i residenti; gli ebrei presenti nei treni di passaggio nella locale stazione ferroviaria furono prelevati e uccisi.